# Cieszyno (Drawsko)
Pour les articles homonymes, voir Cieszyno.
Cieszyno est une localité polonaise de la gmina mixte de Złocieniec, située dans le powiat de Drawsko en voïvodie de Poméranie-Occidentale. Elle se trouve à environ 15 km à l'est de la ville de Drawsko Pomorskie et 96 km à l'est de Szczecin, la capitale régionale. 

## Géographie

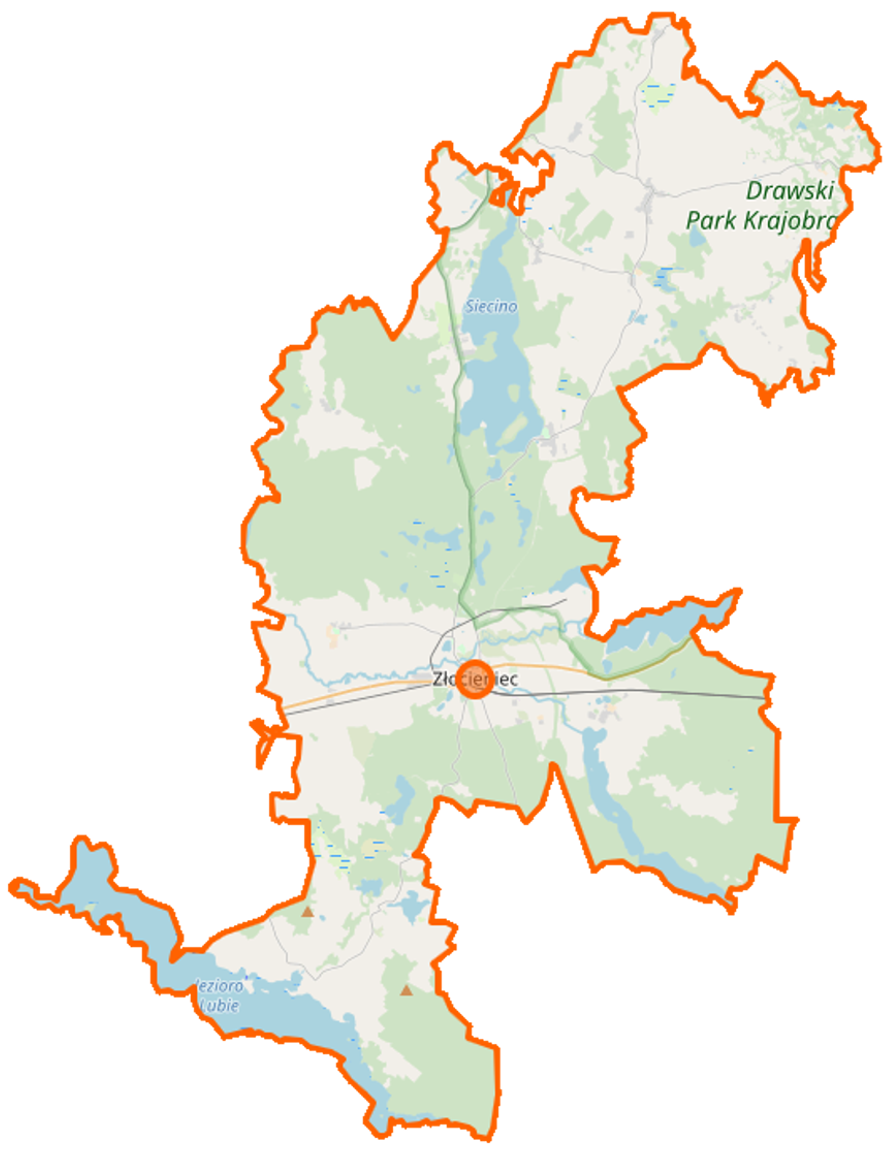
Carte de la gmina de Złocieniec.

## Histoire
De 1816 à 1945, Teschendorf fait partie de l'arrondissement de Dramburg dans le district de Köslin au sein de la province de Poméranie.